# 5e cérémonie des New York Film Critics Online Awards
La 5e cérémonie des New York Film Critics Online Awards, décernés par la New York Film Critics Online, a eu lieu le 11 décembre 2005, et a récompensé les films réalisés dans l'année.

## Palmarès

### Top 10
(Par ordre alphabétique)
- Les Berkman se séparent (The Squid and the Whale)
- Collision (Crash)
- The Constant Gardener
- Good Night and Good Luck
- Munich
- Nos meilleures années (La Meglio Gioventù)
- Le Secret de Brokeback Mountain (Brokeback Mountain)
- Syriana
- Truman Capote (Capote)

### Catégories
- Meilleur film :
  - Les Berkman se séparent (The Squid and the Whale)
- Meilleur réalisateur :
  - Fernando Meirelles pour The Constant Gardener
- Meilleur acteur :
  - Philip Seymour Hoffman pour le rôle de Truman Capote dans Truman Capote (Capote)
- Meilleure actrice :
  - Keira Knightley pour le rôle d'Elizabeth Bennet dans Orgueil et Préjugés (Pride & Prejudice)
- Meilleur acteur dans un second rôle :
  - Oliver Platt pour le rôle de Paprizzio dans Casanova
- Meilleure actrice dans un second rôle :
  - Amy Adams pour le rôle d'Ashley Johnsten dans Junebug
- Meilleure distribution :
  - Little Miss Sunshine
- Révélation de l'année :
  - Terrence Howard – Hustle et Flow, Réussir ou mourir (Get Rich or Die Tryin' ), Collision (Crash), Quatre frères (Four Brothers)
- Meilleur premier film :
  - Paul Haggis pour Collision (Crash)
- Meilleur scénario :
  - Collision (Crash) – Paul Haggis et Bobby Moresco
- Meilleure photographie :
  - La Marche de l'empereur – Laurent Chalet et Jérôme Maison
- Meilleur film en langue étrangère :
  - La Chute (Der Untergang) •  Allemagne
- Meilleur film d'animation :
  - Wallace et Gromit : Le Mystère du lapin-garou (Wallace & Gromit: The Curse of the Were-Rabbit)
- Meilleur film documentaire :
  - Grizzly Man